# Graphoderus adamsii
Graphoderus adamsii là một loài bọ cánh cứng trong họ Bọ nước. Loài này được Clark miêu tả khoa học năm 1864.